# 진잠면
진잠면(鎭岑面)은 충청남도 대덕군에 있었던 행정 구역이다. 현재의 대전광역시 유성구 진잠동이다.

## 연혁
| 조선총독부령 제111호 |                                                       |
| 구 행정구역          | 신 행정구역                                           |
| 진잠군 서면          | 진잠면 방동리, 성북리, 세동리, 송정리                 |
| 진잠군 북면          | 진잠면 계산리, 교촌리, 내동리, 대정리, 용계리, 학하리 |
| 연산군 식한면        | 진잠면 남선리                                         |

- 1914년 4월 1일 행정폐합으로 진잠군은 대전군(구 회덕군)에 합병되어, 진잠면과 기성면의 2면으로 재편되었다. 현재의 진잠동과 계룡시 신도안면 남선리는 진잠면이 되었다. 기성동, 가수원동, 관저동 일대와 정림동 일부는 기성면이 되었다.
- 1983년 2월 15일 진잠면 내동리, 교촌리, 대정리, 용계리, 학하리가 대전시 중구 관할 유성출장소에 편입되었다.
- 1987년 1월 1일 대통령령 제12007호로 대덕군 진잠면 계산리 일원이 대전시 직할 유성출장소에 편입되었다.
- 1988년 1월 1일 대통령령 제12367호(1987. 12. 31 공포)로 충청남도 대전시 서구가 신설되면서 유성출장소의 관할 구가 서구로 변경되었다.
- 1989년 1월 1일 대전시 및 대덕군 통합, 대전직할시로 승격되면서 유성구에 편입되었다. 단, 남선리는 충청남도 논산군 두마면에 편입되었다.